# Arterias sigmoideas
Las arterias sigmoideas son arterias que nacen unas veces directamente de la arteria mesentérica inferior, pero generalmente proceden de un tronco común llamado arteria cólica izquierda inferior o tronco de las arterias sigmoideas. No presentan ramas.

## Distribución
Se distribuyen hacia el colon sigmoideo.